# Oberea lacana
Oberea lacana är en skalbaggsart som beskrevs av Maurice Pic 1923. Oberea lacana ingår i släktet Oberea och familjen långhorningar. Inga underarter finns listade i Catalogue of Life.